# Rézfényű fecskekolibri
A rézfényű fecskekolibri (Discosura letitiae) a madarak (Aves) osztályának a sarlósfecske-alakúak (Apodiformes) rendjéhez, ezen belül a kolibrifélék (Trochilidae) családjához tartozó faj.

## Rendszerezése
A fajt Jules Bourcier és Étienne Mulsant írták le 1852-ben, a Trochilus nembe Trochilus letitiae néven. Sorolták a Popelairia nembe Popelairia letitiae néven is.

## Előfordulása
Dél-Amerika északi részén, Bolívia területén honos. A természetes élőhelye szubtrópusi és trópusi síkvidéki esőerdők. Állandó, nem vonuló faj.

## Megjelenése
A hím testhossza 9 centiméter.

## Természetvédelmi helyzete
Az elterjedési területe ismeretlen, egyedszáma is ismeretlen, összesen két Bolíviában talált bőr alapján írták le. A Természetvédelmi Világszövetség Vörös listáján mint adat hiányos fajként szerepel.